# Luperus flavilabris
Luperus flavilabris là một loài bọ cánh cứng trong họ Chrysomelidae. Loài này được Ogloblin miêu tả khoa học năm 1941.